# Humbert de Romans
Humbert de Romans (c. 1200, Romans - † 1277, Valence) fou un sacerdot dominic francès, mestre general de l'Orde de Predicadors des del 1254 fins al 1263.

## Biografia
Realitzà els estudis a la Universitat de París des del 1215. Després es feu dominic el 1224, fou traslladat a Lió per estudiar-hi teologia, i allà fou prior del 1236 al 1239. Aquell any fou nomenat pare provincial de Roma, càrrec que mantingué fins al 1242. El 1244 fou provincial de França a París on entaulà amistat amb Teodoric de Moràvia el qual l'ajuda molt per a la compilació de la litúrgia dominicana.
El 1254 fou escollit mestre general al capítol celebrat a Budapest. Presidí capítols a Buda, Milà, París, Florència, Tolosa, Valenciennes (on s'aprovà una variant de les constitucions que s'aplicaria a les dominiques), Estrasburg, Barcelona, Bolonya i Londres. Li tocà també sostenir la disputa amb els mendicants del 1252-1256 pel lloc que aquests havien d'ocupar a la universitat. El 1263 deixà el càrrec i es dedicà a escriure.

## Obres
Durant el seu generalat es redactà una nova edició de les constitucions de l'orde i Humbert n'elaborà comentaris així com de la Regla de sant Agustí. Aquest text és conegut com a De vita regulari. Així mateix, preparà un ritual unificat de l'orde anomenat Ecclesiasticum Officium.
També va escriure una obra de suport per als predicadors, De eruditione praedicatorum i va contribuir a la tasca realitzada pel Concili de Lió II (1274) per mitjà de la seva obra Opus tripartitum.